# (2690) Ristiina
(2690) Ristiina est un astéroïde de la ceinture principale.

## Description
(2690) Ristiina est un astéroïde de la ceinture principale. Il fut découvert le 24 février 1938 à Turku par Yrjö Väisälä. Il présente une orbite caractérisée par un demi-grand axe de 3,04 UA, une excentricité de 0,11 et une inclinaison de 11,4° par rapport à l'écliptique.

## Compléments